# Jehangir Karamat
Jehangir Karamat (en ourdou: جہانگیر کرامت), né le 20 février 1941 à Karachi, dans la province du Sind, est un général pakistanais et ancien chef de l'état-major pakistanais. Il a remplacé Abdul Waheed Kakar le 12 janvier 1996 en tant que chef de l'armée. Ses fonctions sont marquées par la course à l'armement nucléaire qui aboutit aux premiers essais nucléaire en mai 1998. Toutefois, ses relations avec le Premier ministre Nawaz Sharif sont mauvaises. En conséquence, il est poussé à la démission le 7 octobre 1998, peu avant la fin prévue de ses fonctions pour le 9 janvier 1999,.